# Oratorio dei Santi Pietro e Caterina
L'oratorio dei Santi Pietro e Caterina è un edificio religioso settecentesco sede dell'omonima confraternita, ubicato nel centro di Savona.

## Storia e descrizione
In origine la sede della confraternita, come tutti gli oratori della città, sorgeva sulla collina del Priamar. Dopo la conquista genovese e la demolizione di tutta l'area operata nel corso del XVI secolo per fare spazio alla fortezza, l'oratorio fu ricostruito vicino alla nuova cattedrale di Savona a partire dal 1544. Demolito nel 1724 fu ricostruito nel 1729 e decorato dai savonesi Paolo Gerolamo Brusco, Giuseppe Bozzano e Carlo Giuseppe Ratti, dei quali si conservano ancora alcune opere. Demolito nuovamente nel 1882, la confraternita venne infine trasferita nell'edificio attuale, un tempo "chiesa della SS. Concezione", facente parte di un complesso conventuale ora scomparso. L'oratorio ha pianta ellittica sormontata da cupola con presbiterio e due cappelle laterali. Sopra l'altare spicca una Madonna con bambino e santi titolari della prima metà del XVII secolo, mentre nelle cappelle laterali sono conservate due tele del Ratti: Santa Caterina liberata dalla tortura e Disputa di Santa Caterina. Nell'oratorio trovano sede anche tre "casse" per la Processione del Venerdì Santo di Savona: La Flagellazione e Cristo cade sotto la croce, entrambe di scuola napoletana acquistate nel 1623. La terza, Ecce Homo, è il rifacimento del 1978, operato da Renata Cuneo, di una precedente opera secentesca distrutta da un bombardamento nel 1944.

## Galleria d'immagini

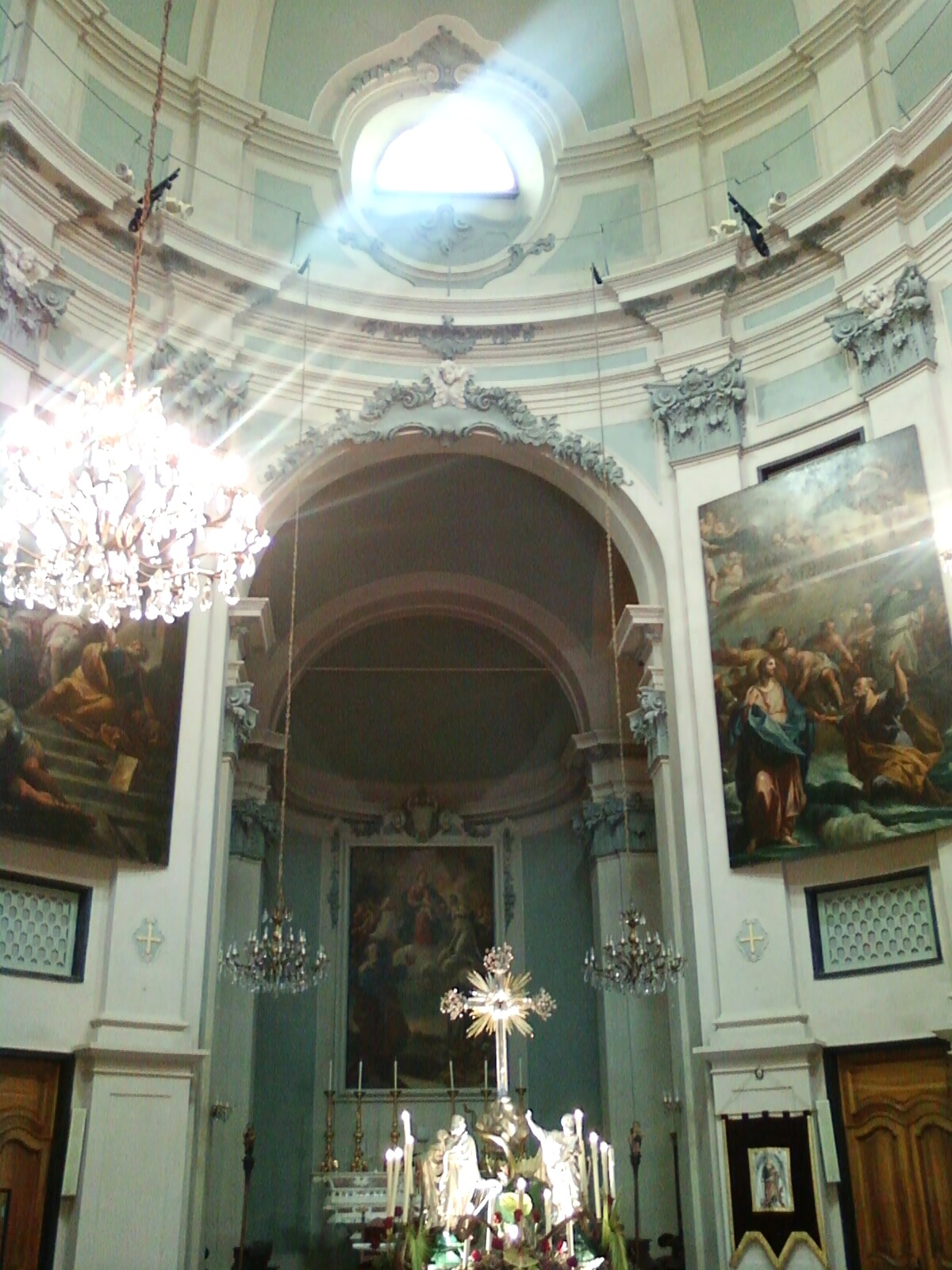
Interno
Interno nel 1958
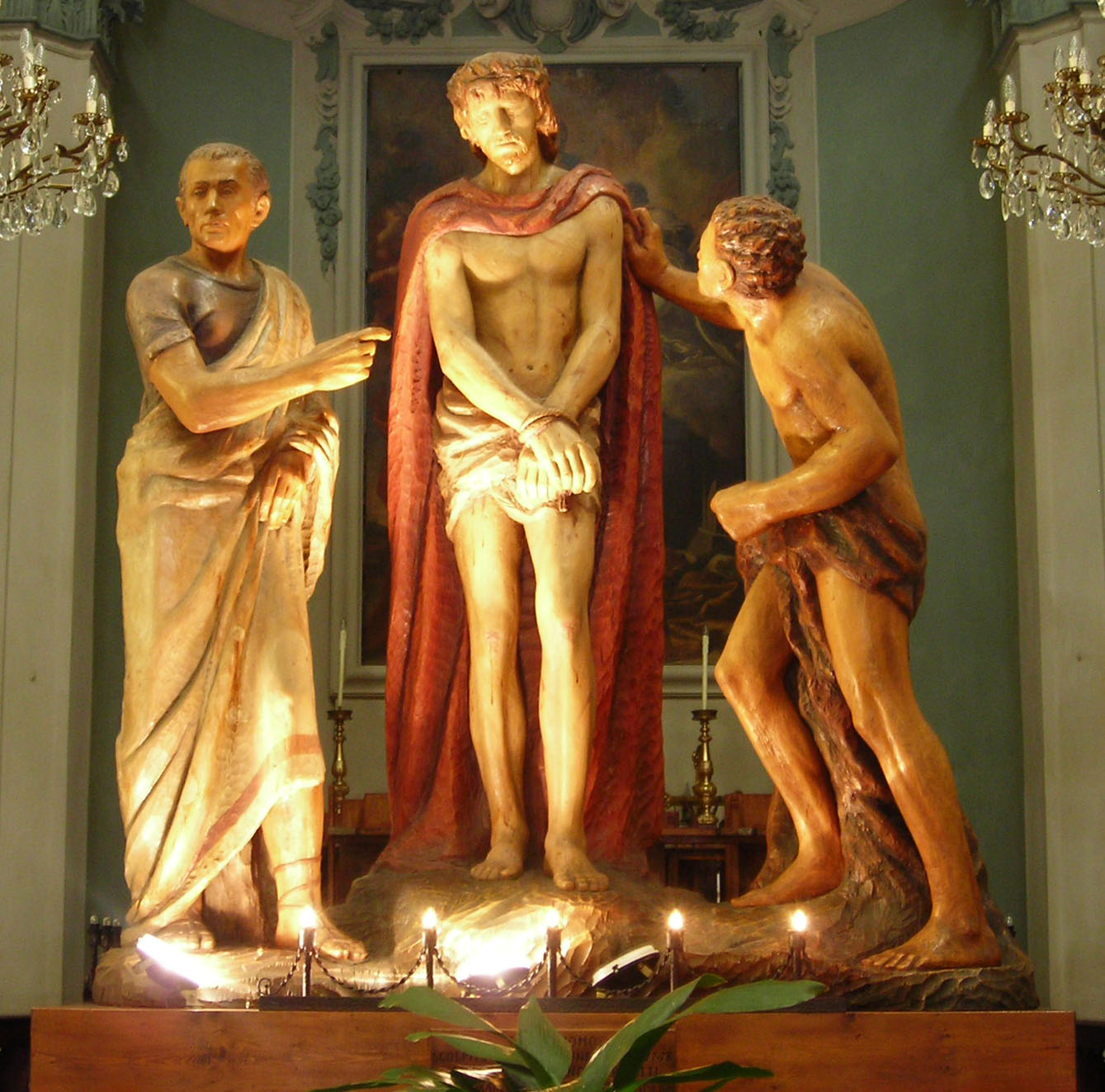
Ecce Homo
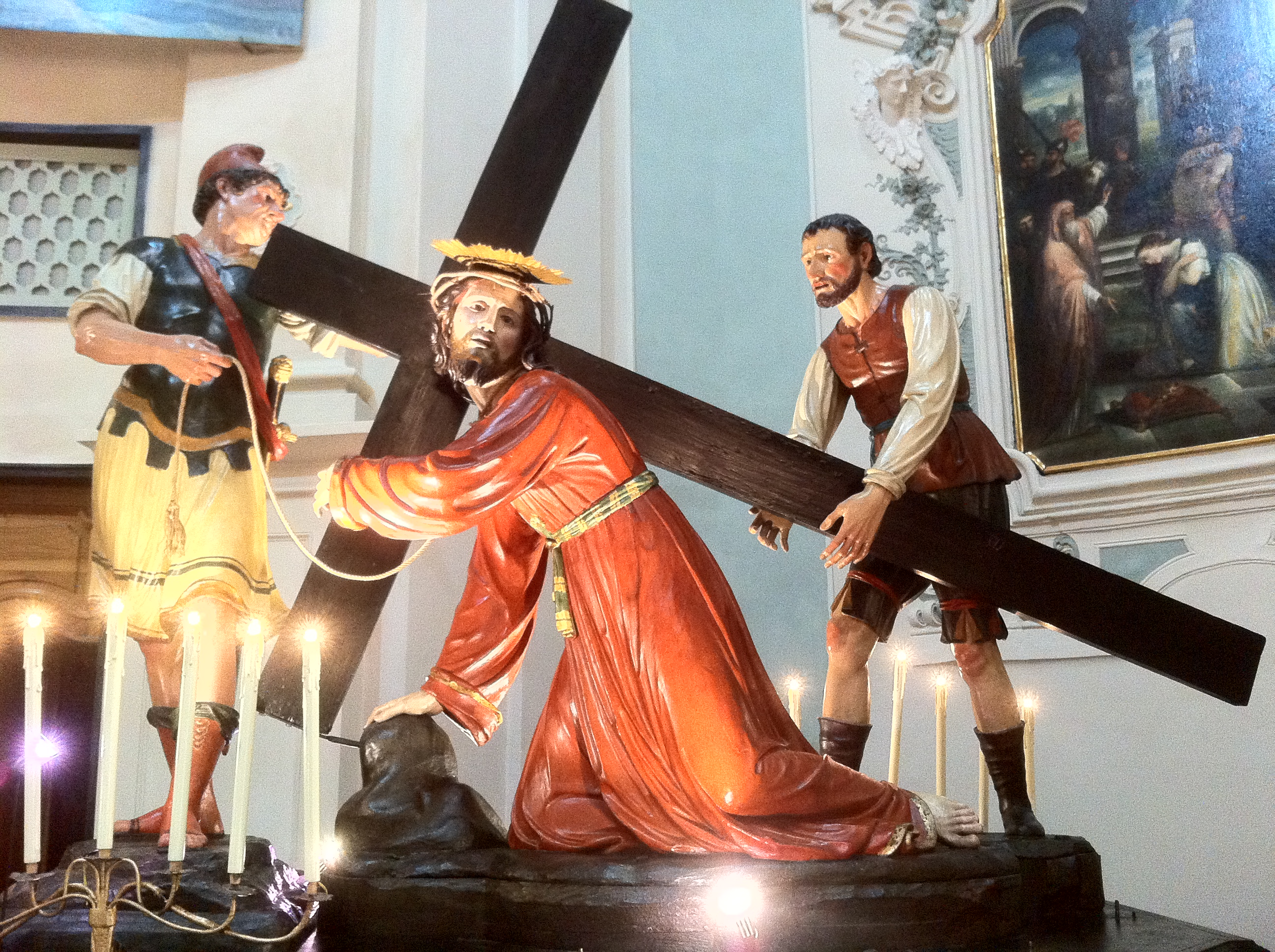
Cristo cade sotto la croce
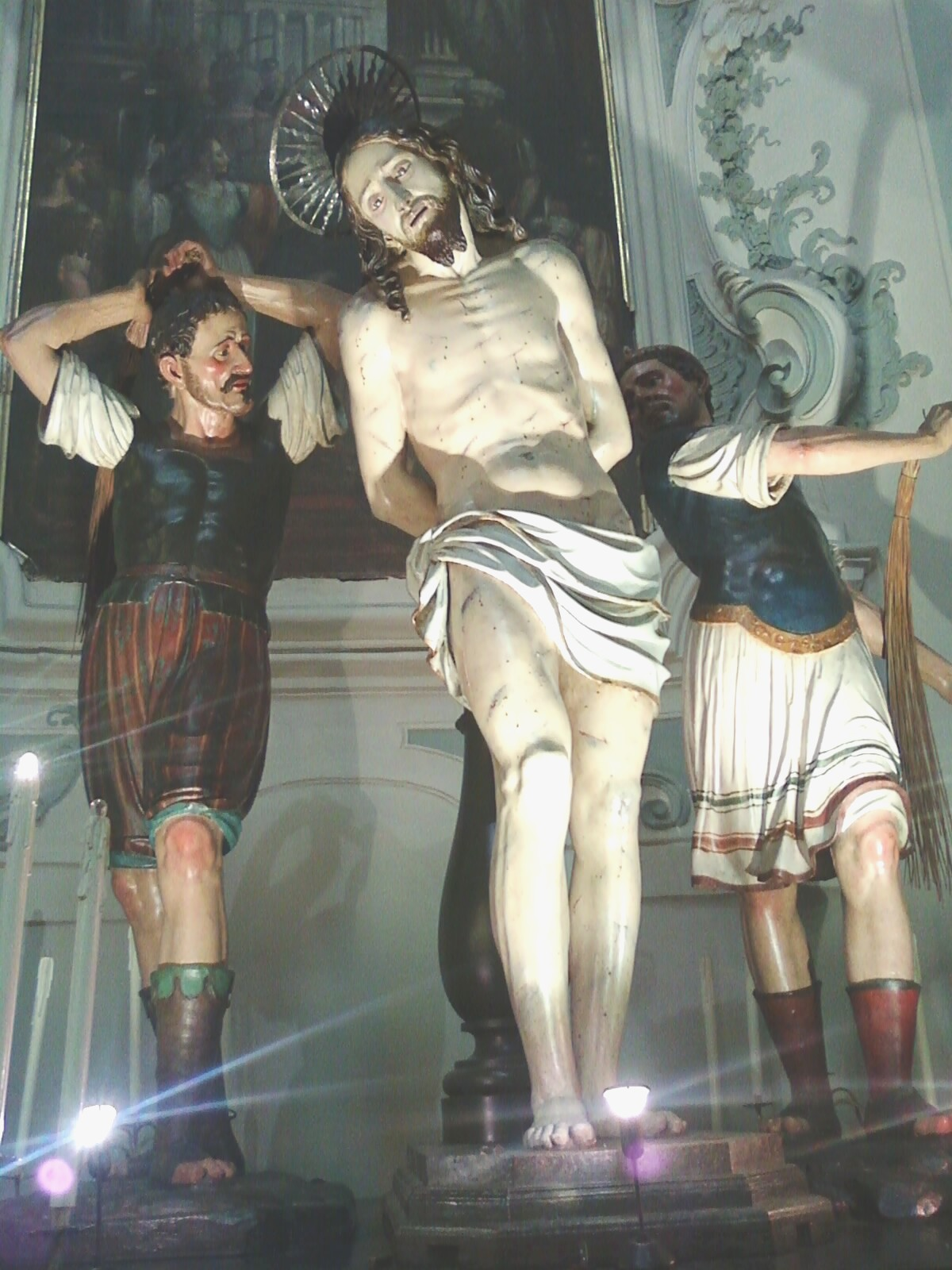
Flagellazione